# 대한민국의 쇼핑 센터 목록
다음은 대한민국의 쇼핑 센터 목록이다.

## 목록
- 스타필드/스타필드 시티 (복수 매장)
- 아이파크몰 (복수 매장)
- 엔터식스 (복수 매장)
- 롯데몰 (복수 매장)
- 테크노마트 (복수 매장)
- 아브뉴프랑 (복수 매장)
- 앨리웨이 (복수 매장)
- 와이즈파크 (복수 매장)
- LF스퀘어 (복수 매장)
- 이케아 (복수 매장)
- 밀리오레 (복수 매장)
- 지웰시티몰 (복수 매장)
- 어뮤즈스퀘어 (복수 매장)
- 타임스퀘어
- 타임스트림(구. 포도몰)
- 타임테라스
- 라페스타
- 웨스턴돔
- 세종 W몰
- 스타시티몰
- 더시티세븐몰
- 가든파이브
- 레이킨스몰
- 디큐브시티
- 스퀘어원
- IFC몰
- 메세나폴리스몰
- 업스퀘어
- 원마운트
- 아이스퀘어몰
- 파르나스몰
- 신세계 센텀시티몰
- 더 판타지움
- 롯데월드몰
- 아트몰링
- 벨라시타
- 송도 트리플스트리트
- 씨티오브드림즈
- 두타몰
- W스퀘어
- 일산호수공원 가로수길
- 삼정타워(구. 서면피에스타)
- 양산 오슬로파크
- 리빙파워센터
- 동성로 스파크 몰
- 시티 아일랜드
- 방학역 모비우스 스퀘어
- 나인몰
- DDP패션몰
- 쥬네브
- 파미어스몰
- 투나
- 에쉐르아이시네마쇼핑몰
- 르네상스쇼핑몰
- APM
- 눈스퀘어(구. 코스모스백화점)
- 굿모닝시티 쇼핑몰
- 더 타운 몰
- 크로앙스
- 쥬디스 태화
- EXiT 홍대
- 몰오브효자
- 몰오브광양
- 유니온스퀘어
- 부평역사쇼핑몰
- 광주하남 피크닉몰
- 폭스존
- 엑스포코아
- 용인 더 와이스퀘어
- 대전 패션아일랜드
- 미아 와이스퀘어
- 라시따델라모다(하이브랜드)
- 브릿지스퀘어(시흥하늘휴게소)
- 퍼블릭가산
- 시흥 플랑드르
- 와이몰
- 팜스퀘어
- 에그옐로우
- 광주 월드컵몰
- 대구스타디움몰 칼라스퀘어
- 수완 롯데쇼핑몰
- 부천역사쇼핑몰